# جان فيكتور شنيتز
جان فيكتور شنيتز (بالفرنسية: Jean-Victor Schnetz)‏ (14 أبريل 1787، فرساي - 15 مارس 1870، باريس) هو رسامٌ أكاديميٌّ فرنسيٌ عُرف بلوحاته التاريخية والناقلة لمظاهر الحياة العامة. درس شنيتز في باريس على يد جاك لوي دافيد. أعماله محفوظة حاليًا في متحف اللوفر والقصر الصغير في باريس، وفي قصر فرساي، ومتحف الإرميتاج في سانت بطرسبرغ، ومتحف الفنون الجميلة في سان فرانسيسكو. انضم شنيتز إلى أكاديمية الفنون الجميلة وأصبح مديرًا للأكاديمية الفرنسية في روما مرتين، وقد امتدت الفترة الأولى بين عامي 1841 و1846، أما لفترة الثانية فامتدت بين عامي 1853 و1866.